# Batalla de Solacón
La batalla de Solacón se libró en 586 EC en el norte de Mesopotamia entre las fuerzas romanas orientales (bizantinas), lideradas por Filípico, y las persas sasánidas al mando de Kardarigan. El choque fue parte de la larga e inconclusa guerra bizantino-sasánida de 572–591, y terminó en una gran victoria bizantina que mejoró las posiciones de este imperio en Mesopotamia, pero no sirvió para aproximar un final de la contienda. La guerra se prolongaría hasta 591, cuando se concertó un acuerdo negociado entre el emperador bizantino Mauricio y el sah persa Cosroes II (r. 590–628).
En los días previos a la batalla, Filípico, recién asignado al frente persa, se movilizó para interceptar una prevista invasión persa. Escogió desplegar su ejército en Solacón, controlando las distintas rutas de la llanura mesopotámica, y especialmente el acceso a la principal fuente local de agua, el río Arzamonte. Kardarigan, confiado en la victoria, avanzó contra los bizantinos, pero habían sido advertidos y se desplegaron en orden de batalla en cuanto los persas alcanzaron Solacón. Kardarigan desplegó también sus tropas y las lanzó al combate, ganando terreno en el centro, pero el flanco derecho bizantino rompió el ala izquierda persa. En aquel momento, los soldados del exitoso flanco bizantino rompieron filas y se dirigieron a saquear el campamento persa, pero Filípico fue capaz de restablecer el orden. Entonces, mientras el centro bizantino se veía obligado a formar un muro de escudos para soportar la presión sasánida, el ala izquierda romana también logró imponerse al flanco derecho enemigo. Bajo la amenaza de un movimiento de pinza, el ejército persa se derrumbó y se batió en retirada, y muchos de sus hombres murieron en el desierto por la sed o por los pozos de agua envenenados. Kardarigan sobrevivió y, con una parte de sus tropas, resistió los ataques bizantinos sobre un montículo durante varios días, antes de que el ejército victorioso se retirase.
|                                                                  |
| Fase de apertura, con la disposición inicial de ambos ejércitos. |

|                                                                 |
| Segunda fase, con el avance de Vitalio en la derecha bizantina. |

|                                                                        |
| Fase final, con el éxito de la izquierda bizantina y el colapso persa. |